# Einar Hein
Einar Hein (Copenaghen, 19 maggio 1875 – Frederiksberg, 8 agosto 1931) è stato un pittore danese ricordato per i suoi dipinti dei paesaggi e della gente di Skagen, nel nord della Danimarca.

## Biografia
Nato a Copenaghen, Hein studiò alla Copenhagen Technical School sotto Holger Grønvold (1850-1923) prima di frequentare la Royal Academy dal 1892 al 1896. Ha completato i suoi studi presso la Kunsternes Studieskole sotto PS Krøyer. Fu senza dubbio influenzato da Krøyer nella scelta di estendere la sua formazione presso lo studio di Alfred Philippe Roll a Parigi.
Come Jens Vige, Johannes Wilhjelm e GF Clement, Hein apparteneva alla generazione più giovane di pittori di Skagen (Skagensmalerne) che all'inizio del XX secolo svilupparono un nuovo approccio alla pittura delle dune e delle spiagge di Skagen nell'estremo nord dello Jutland.
Una delle sue opere più importanti è Legende børn på Skagens strand ("Bambini che giocano sulla spiaggia di Skagen") del 1910, dipinta in controluce con colori insolitamente tenui. Ha anche completato diverse scene della brughiera dai colori vivaci di Skagen. Hein divenne rapidamente parte della colonia dei pittori di Skagen, prendendo posto nella sala da pranzo del Brøndums Hotel, diventando un assiduo frequentatore estivo insieme alla sua famiglia. Ha anche prodotto ritratti e immagini di bambini finemente elaborati, ma non sono riusciti ad attirare ampio interesse.

## Galleria d'immagini

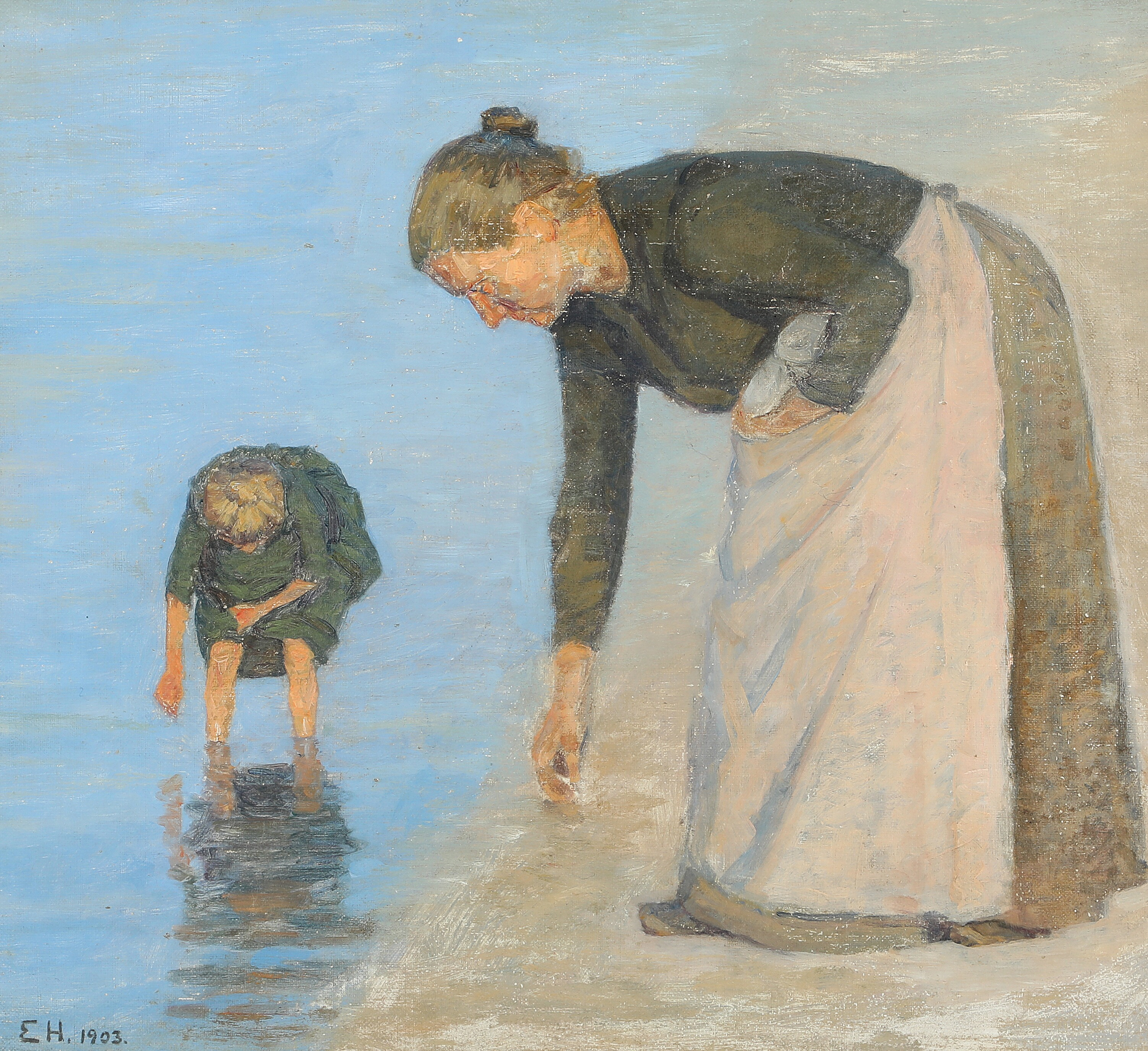
Moglie del pescatore sulla spiaggia, Skagen, 1903
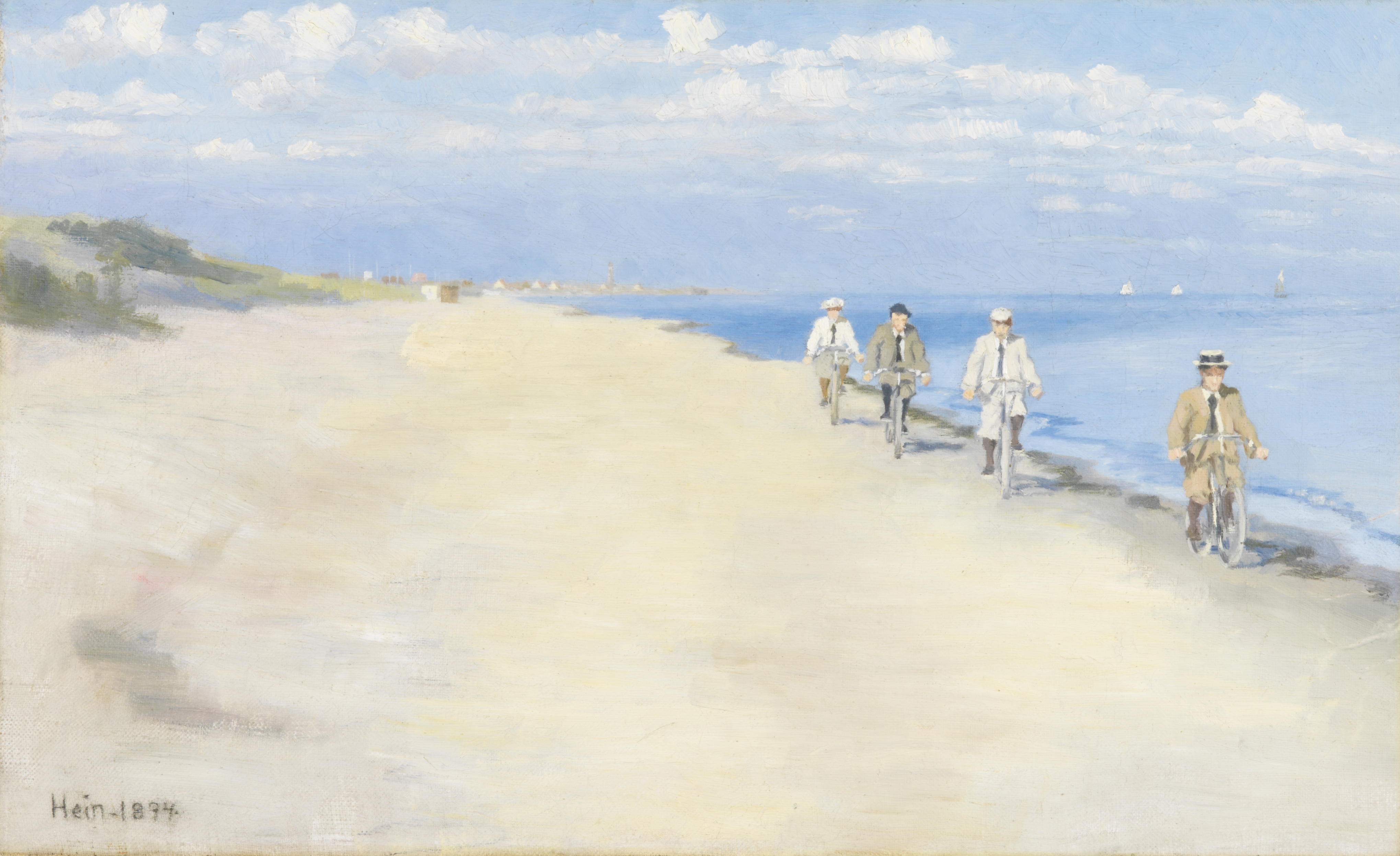
Ciclisti da spiaggia (1894)
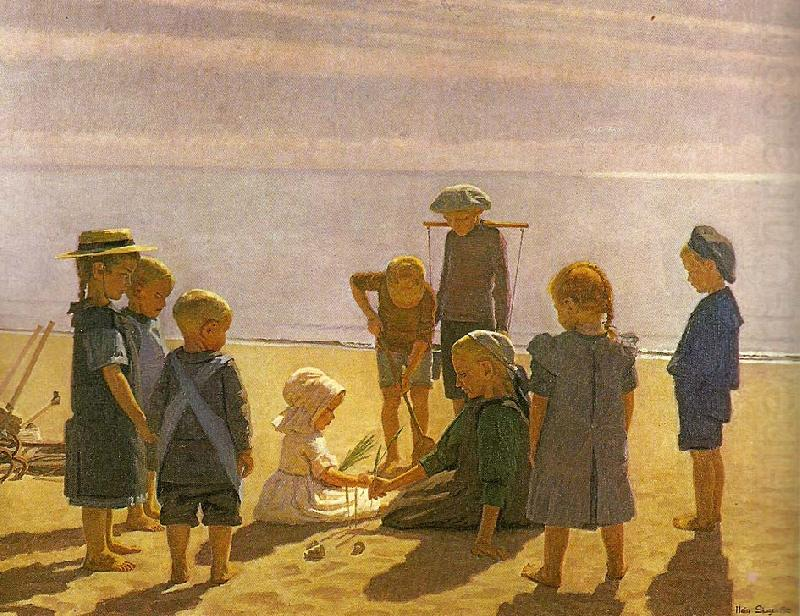
Bambini che giocano sulla spiaggia di Skagen (1910)
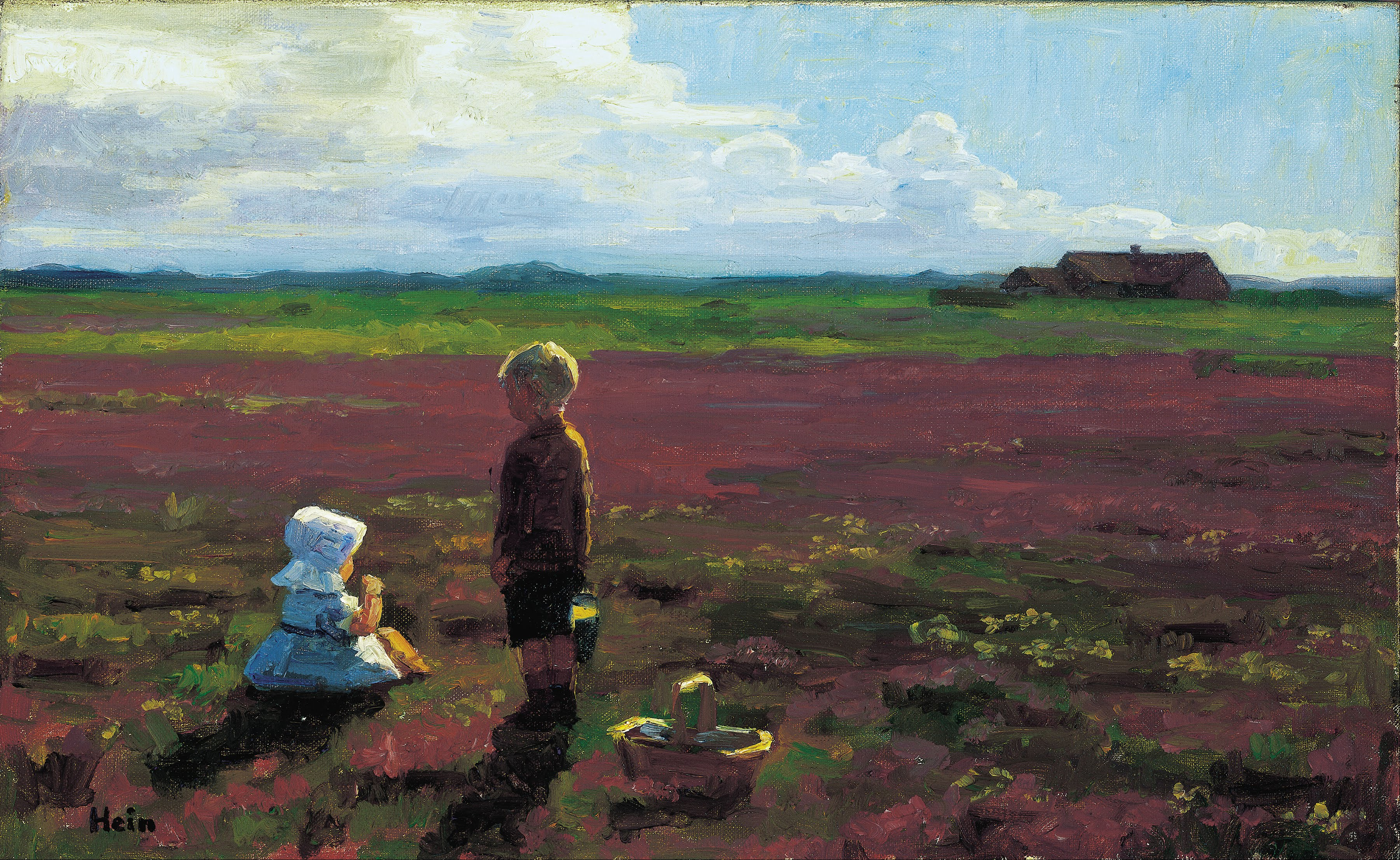
Bambini che raccolgono bacche nella brughiera (1910)